# Eichendorff-Gesellschaft
Die Eichendorff-Gesellschaft war eine literarische Gesellschaft, die sich der Erforschung von Leben und Werk des Dichters Joseph von Eichendorff sowie allgemein der romantischen Kultur widmete. Sitz der Gesellschaft war Ratingen.

## Geschichte
Die ersten Vereinigungen zur Pflege des Eichendorffschen und romantischen Erbes datieren zu Beginn des 19. Jahrhunderts. Auf Initiative des Dichterenkels Karl Freiherr von Eichendorff, des damaligen Czernowitzer Literaturprofessors Wilhelm Kosch und des Gleiwitzer Justizrats und Leiters des Oberschlesischen Museums Arthur Schiller wurde 1913 anlässlich des 125. Geburtstags Eichendorffs in Gleiwitz die erste „Deutsche Eichendorff-Gesellschaft“ gegründet.
Organe dieser Gesellschaft waren
- das 1910 von Wilhelm Kosch begründete und von ihm herausgegebene „romantische Jahrbuch Eichendorff-Kalender“ (1910–1929/30),
- das „Nachrichten-Blatt der Deutschen Eichendorff-Gesellschaft“ (1914–1917) und eine
- Monatsbeilage zur Neisser Zeitung: „Eichendorff-Blätter für Literatur, Kunst und Wissenschaft“.

Da Wilhelm Kosch mit der auch kriegsbedingten Stagnation der Gleiwitzer Eichendorff-Gesellschaft haderte, rief er 1917 in München zusammen mit Erwein von Aretin, Mathäus Schiestl und Hans von Hammerstein zur Mitgliedschaft im „Deutschen Eichendorff-Bund“ auf.
Organe dieses Bundes waren:
- weiterhin: der „Eichendorff-Kalender“ (bis 1929/30),
- die in Verbindung mit dem Eichendorff-Bund von Wilhelm Kosch begründete und herausgegebene Vierteljahrs- und zeitweilige Monatsschrift „für alle Zweige der Kultur“ „Der Wächter.“ (1918–1961), in der Eichendorff (1918–1925/26) eine Rubrik „Mitteilungen des Eichendorff-Bundes“ füllte,
- 5 Hefte „romantische fliegende Blätter“ mit dem Titel „Rübezahl“ (1919).[1]

1931 rief der Lehrer und Redakteur Karl Schodrok (wiederum unter Beteiligung Karl Freiherr von Eichendorffs) in Neisse die „Deutsche Eichendorff-Stiftung“ ins Leben, die ihre Beiträge zur Romantikforschung bis 1943
- in dem von Karl von Eichendorff und Adolf Dyroff seit 1929 herausgegebenen romantischen Almanach „Aurora“ unter dem publizistischen Dach der von Karl Schodrok herausgegebenen Monatsschrift „Der Oberschlesier“ in Oppeln publizierte.[2]

1952 vereinigten sich die Eichendorff-Stiftung und der Eichendorff-Bund. Die „Aurora“ bekam den Untertitel „Eichendorff-Almanach“ und erschien nach dem Krieg erstmals wieder 1953 (hrsg. von Karl Schodrok).
1969 wurde die Vereinigung umbenannt in „Eichendorff-Gesellschaft“ und wirkte zunächst vornehmlich in Würzburg.
Die „Aurora“ wurde als „Jahrbuch der Eichendorff-Gesellschaft“ fortgeführt und entwickelte sich durch eine zunehmende Öffnung gegenüber dem kulturgeschichtlichen Umfeld von Eichendorffs Leben und Werk und seinen umfangreichen Rezensionsteil zu einem der führenden Publikationsorte und Referateorgane zur klassisch-romantischen Zeit.
Weitere Organe der Gesellschaft waren das „Nachrichten-Blatt der Eichendorff-Gesellschaft“ (13 Folgen 1975–1987) und die „Apropos Eichendorff“-Beiträge (7 Folgen 1995–2004).
Von 1983 bis Mitte 2008 hatte die Gesellschaft ihren Sitz in Ratingen-Hösel. Sie unterhielt hier, im Oberschlesischen Landesmuseum, die Geschäfts- und Forschungsstelle mit Archiv und Bibliothek sowie eine Ausstellung mit Exponaten zu Eichendorffs Leben und Werk. Präsidenten der Gesellschaft waren die Univ.-Professoren Hermann Kunisch (1969–1975), Wolfgang Frühwald (1975–1976), Helmut Koopmann (1976–1984), Peter Horst Neumann (1984–2002), Gunnar Och (2002–2006), Ursula Regener (2006–2010).
Im Mittelpunkt der wissenschaftlichen Tätigkeit der Gesellschaft standen die Herausgabe des Jahrbuchs Aurora, die Historisch-kritische Edition (HKA) der Sämtlichen Werke Eichendorffs sowie internationale Kongresse, die alle zwei Jahre stattfanden. Dort wurden Ergebnisse und neue Aspekte der Eichendorff- und Romantikforschung vorgestellt und diskutiert.
Anlässlich ihrer Kongresse verlieh die Gesellschaft seit 1974 die Eichendorff-Medaille an Germanisten, Publizisten und Schriftsteller, die sich in ihrem Schaffen wissenschaftlich, kritisch oder kreativ mit Eichendorffs Leben und Werk auseinandergesetzt haben. Ebenfalls alle zwei Jahre wurde zudem der (nach seinem Stifter benannte) „Oskar Seidlin-Preis“ zur Förderung junger Literaturwissenschaftler vergeben, die sich in der Romantik- und Eichendorff-Forschung hervorgetan haben.
Die Gesellschaft hatte zeitweise über 400 Mitglieder (Stand: Oktober 2006) aus dem In- und Ausland. Eine japanische Zweigstelle bestand in Tokio. Alle zwei Jahre fanden internationale Kongresse zur Romantik-Forschung statt.
Durch Beschluss der Mitgliederversammlung vom 9. Oktober 2010 löste sich die Eichendorff-Gesellschaft auf, nachdem sich niemand bereit erklärt hatte, in der Vorstandschaft aktiv mitzuwirken oder die Präsidentschaft des Vereins zu übernehmen. Das Vermögen der Gesellschaft fiel an das Freie Deutsche Hochstift in Frankfurt am Main. Die Homepage der Gesellschaft wird unter dem Namen „Eichendorff-Forum“ weiter geführt. Der Oskar-Seidlin-Preis wird im Namen des Eichendorff-Forums und des Freien Deutschen Hochstifts weiterhin ausgeschrieben.